# 第29回日本アカデミー賞
第29回日本アカデミー賞は、2006年（平成18年）3月3日に行われた日本アカデミー賞の発表・授賞式。
司会は関口宏と鈴木京香。

## 最優秀作品賞
- ALWAYS 三丁目の夕日

### 優秀作品賞
- 北の零年
- 蟬しぐれ
- パッチギ!
- 亡国のイージス

## 最優秀監督賞
- 山崎貴（ALWAYS 三丁目の夕日）

### 優秀監督賞
- 井筒和幸（パッチギ!）
- 黒土三男（蟬しぐれ）
- 阪本順治（亡国のイージス）
- 行定勲（北の零年）

## 最優秀脚本賞
- 山崎貴・古沢良太（ALWAYS 三丁目の夕日）

### 優秀脚本賞
- 黒土三男（蟬しぐれ）
- 那須真知子（北の零年）
- 長谷川康夫・飯田健三郎（亡国のイージス）
- 羽原大介・井筒和幸（パッチギ!）

## 最優秀主演男優賞
- 吉岡秀隆（ALWAYS 三丁目の夕日）

### 優秀主演男優賞
- 市川染五郎（蟬しぐれ）
- 真田広之（亡国のイージス）
- 妻夫木聡（春の雪）
- ユースケ・サンタマリア（交渉人 真下正義）

## 最優秀主演女優賞
- 吉永小百合（北の零年）

### 優秀主演女優賞
- 木村佳乃（蟬しぐれ）
- 小雪（ALWAYS 三丁目の夕日）
- 竹内結子（春の雪）
- 中島美嘉（NANA）

## 最優秀助演男優賞
- 堤真一（ALWAYS 三丁目の夕日）

### 優秀助演男優賞
- 香川照之（北の零年）
- 寺島進（交渉人 真下正義）
- 豊川悦司（北の零年）
- 中井貴一（亡国のイージス）

## 最優秀助演女優賞
- 薬師丸ひろ子（ALWAYS 三丁目の夕日）

### 優秀助演女優賞
- 石田ゆり子（北の零年）
- 石原さとみ（北の零年）
- 大楠道代（春の雪）
- 寺島しのぶ（東京タワー）

## 話題賞

### 俳優部門
- 沢尻エリカ（パッチギ!）

### 作品部門
- NANA

## 新人俳優賞
- 勝地涼（亡国のイージス）
- 神木隆之介（妖怪大戦争）
- 塩谷瞬（パッチギ!）
- 沢尻エリカ（パッチギ!）
- 中島美嘉（NANA）
- 堀北真希（ALWAYS 三丁目の夕日）

## 最優秀音楽賞
- 佐藤直紀（ALWAYS 三丁目の夕日）

### 優秀音楽賞
- 岩代太郎（蟬しぐれ）
- 岩代太郎（春の雪）
- 大島ミチル（北の零年）
- トレヴァー・ジョーンズ（亡国のイージス）

## 最優秀撮影賞
- 柴崎幸三（ALWAYS 三丁目の夕日）

### 優秀撮影賞
- 笠松則通（亡国のイージス）
- 北信康（北の零年）
- 釘宮慎治（蟬しぐれ）
- 李屏賓（春の雪）

## 最優秀照明賞
- 水野研一（ALWAYS 三丁目の夕日）

### 優秀照明賞
- 石田健司（亡国のイージス）
- 中村裕樹（北の零年）
- 吉角荘介（蟬しぐれ）
- 中村裕樹（春の雪）

## 最優秀美術賞
- 上條安里（ALWAYS 三丁目の夕日）

### 優秀美術賞
- 櫻木晶（蟬しぐれ）
- 原田満生（亡国のイージス）
- 部谷京子（北の零年）
- 山口修（春の雪）

## 最優秀録音賞
- 鶴巻仁（ALWAYS 三丁目の夕日）

### 優秀録音賞
- 伊藤裕規（北の零年）
- 伊藤裕規（春の雪）
- 橋本文雄（亡国のイージス）
- 橋本泰夫（蟬しぐれ）

## 最優秀編集賞
- 宮島竜治（ALWAYS 三丁目の夕日）

### 優秀編集賞
- 今井剛（北の零年）
- 今井剛（春の雪）
- ウィリアム・アンダーソン（亡国のイージス）
- 奥田浩史（蟬しぐれ）

## 最優秀外国作品賞
- ミリオンダラー・ベイビー

### 優秀外国作品賞
- オペラ座の怪人
- シンデレラマン
- スター・ウォーズ エピソード3/シスの復讐
- チャーリーとチョコレート工場

## 協会栄誉賞
- 森光子（俳優）

## 会長特別賞
- 石井輝男（監督）
- 岡本喜八（監督）
- 高村倉太郎（撮影）
- 野村芳太郎（監督）
- 松村達雄（俳優）

## 協会特別賞
- 円谷プロダクション
- 東映テレビ・プロダクション
- 西尾昇
- 李鳳宇